# František Kruš
František Kruš (27. října 1898 Leština – 14. ledna 1944 Ochoz) byl původně vyučený řezník. Po první světové válce se stal učitelem a působil i jako funkcionář Sokola a režisér ochotnického spolku. Krátce po nastolení Protektorátu Čechy a Morava se zapojil do řad členů domácího protiněmeckého odporu. V rámci svého působení v ilegální vojenské odbojové organizaci Obrana národa (ON) byl pověřen organizováním sítě ON na Lošticku a Litovelsku.

## Život

### Rodinné zázemí, studia, učitelování
František Kruš se narodil 27. října 1898 v Leštině číslo popisné 67 do rodiny místního hostinského Františka Kruže a jeho manželky Terezie Krušové (rozené Ryznarové, dcery Antonína Ryznara, domkaře v Dlouhomilově). Po absolvování měšťanské školy v Bludově se v Bludově vyučil řezníkem. Na frontě první světové války, kam byl povolán v rámci služby v rakousko–uherské armádě, byl těžce raněn. Učitelský ústav v Olomouci vystudoval až po návratu z fronty a po skončení první světové války (až po roce 1918). Jako mladý učitel prošel během výkonu svého povolání několika „kantorskými štacemi“:
- prvním místem byla obecná škola v Doubravici;[6]
- v roce 1928 nastoupil do obecné školy v Moravičanech, okres Zábřeh (zde ve funkci řídícího učitele);[3]
- v roce 1930 přešel do Loštic (na zdejší měšťanské škole působil jen 2 roky);[6]
- v roce 1932 se vrátil do Moravičan (zde učil jako řídící učitel).[7][6]

V Moravičanech se František Kruš oženil (bydlel v Lošticích) a kromě svého učitelského povolání se ve volném čase angažoval jako funkcionář v místní sokolské organizaci a také režíroval ochotnická představení v místním divadelním spolku.

### Odbojová činnost
Po podepsání Mnichovské dohody (30. září 1938) a záboru Sudet Němci se jak Moravičany tak Loštice staly pohraničními obcemi zbytku Československa a stahovali se sem lidé z Německu postoupených oblastí, kteří nechtěli dál v Sudetech žít. Také se do těchto lokalit přesunuli z původních hraničních pozic českoslovenští vojáci (někteří i s částí výstroje a výzbroje, kterou se jim podařilo zatajit.) Tělocvičná organizace Sokol byla v zabraných Sudetech ihned zakázána a rozpuštěna, ale v Moravičanech a Lošticích Sokol dál mohl fungovat. Vlastenecky ladění sokolové, kteří se v této organizaci osobně a neformálně znali a důvěřovali si, se stali zárodkem budoucích domácích skupin protiněmeckého odporu, jejichž programem bylo pomáhat českým uprchlíkům ze Sudet (a také při ukrývání zatajené vojenské výstroje či zbraní).
Hlavním úkolem zdejšího formujícího se odboje (v době po záboru pohraničí) byla pomoc lidem, kteří chtěli opustit okleštěnou republiku a odejít do zahraničí, kde se hodlali zapojit do boje proti nacistům. Poloha železniční stanice v Moravičanech byla klíčová. Jednalo se o první zastávku na hlavní trati směrem přes Olomouc a do Ostravy, kudy se mohli lidé dostat do tehdy ještě svobodného Polska. V Moravičanech a Litovli byli tito budoucí příslušníci zahraničních armád shromažďováni, ubytováváni a byla jim poskytnuta pomoc s organizováním odjezdu do Ostravy.
Po vyhlášení protektorátu (15. března 1939) se řídící učitel Moravičanské obecné školy, sokolský funkcionář a záložní důstojník František Kruš ihned zapojil (v rámci protinacistického odporu) do práce v čerstvě vznikající ilegální vojenské odbojové organizaci Obrana národa (ON). V rámci celostátně působící ON byl pověřen zorganizovat místní síť ON v oblasti Litovelska. Později se stal vedoucím litovelské lokální buňky ON.
V první zatýkací vlně německých represivních složek zacílené na odbojáře z nedostatečně zakonspirované ON si do Moravičan přijelo pro Františka Kruše gestapo 4. prosince 1939. Krušovi se podařilo (za dramatických okolností) uprchnout, ukrýt se (u známých v Paloníně a v lese Doubravě) a ponořit se do ilegality, když předtím fingoval svoji sebevraždu – utonutí v řece Moravě – podpořené „dopisem na rozloučenou“.

### V ilegalitě
V ilegalitě pobýval na různých místech. Po nějaké době se objevil a skrýval se společně s partyzánskou skupinou Zelený kádr. (Jeden z prvních partyzánských oddílů působících v protektorátu. Tyto skupiny, sem patřila například i Jiskra, začaly vznikat v druhé polovině roku 1942, přičemž činnost většiny z nich byla soustředěna na Moravě. Do těchto oddílů přicházeli zejména lidé, kteří se museli skrývat před nacisty, či uprchlí sovětští váleční zajatci.) Delší čas pobýval František Kruš (alias Gronych) v malé obci Ochoz u Konice.

### Rodina Faltýnkových
Na rodinném statku v Ochozi číslo popisné 5 hospodařili manželé Faltýnkovi: Josef Faltýnek (1892–1945) a jeho žena Ludmila Faltýnková (rozená Kafková; 1900–1945). Josef Faltýnek měl k odboji blízko, neboť jeho o šest let mladší bratr František Faltýnek (1898–1942) byl činný v Obraně národa a byl (v rámci druhé Heydrichiády) za tuto aktivitu v pololetí roku 1942 popraven. Manželé Faltýnkovi měli dvě děti: mladšího Radomíra Faltýnka (* 1926) a starší Ludmilu Faltýnkovou (1922–2006).
Na statku v Ochozi se konaly utajené schůzky, kde se diskutovaly možnosti odboje a způsoby úschovy nelegálních zbraní. Josef Faltýnek byl nápomocen domácímu protiněmeckému odporu i tím, že pomáhal při odchodu dobrovolníků do zahraničí, na svém hospodářství zaměstnával sestru truhlářského dělníka Františka Vychodila ze Dzbele u Konice – jednoho z vedoucích partyzánské skupiny Zelený kádr – Františku Vychodilovou a jako čeledína zaměstnal i jistého muže jménem Gronych (falešná identita Františka Kruše během pobytu v ilegalitě).

### První zatčení v rodině Faltýnkových
Velký zátah na velitele partyzánského oddílu Zelený kádr se uskutečnil v brzkém ránu 24. listopadu 1942 na Konicku, v osadách Dzbel, Budětsko a v jejich okolí. Při této akci byl ve Dzbelu obklíčen kroměřížský obchodník Josef Masný a později ve Žlebě i truhlářský dělník František Vychodil. Oba dva velitelé Zeleného kádru unikli zatčení sebevraždou. Po celé oblasti pak následovala vlna zatýkání, ale Josef Faltýnek byl zatčen až 27. listopadu 1942 místním četníkem, byl obviněn z nedovoleného poslechu zahraničního rozhlasu a strávil nějaký čas v nacistických vězeních a pracovních táborech.
Josef Fiala z Pavlova u Loštic uprchl z pracovního nasazení, gestapo na něj vydalo zatykač a v březnu 1943 se dostal mezi odbojáře na Bouzovsku, kteří mu poskytli úkryt, všemožnou podporu a svojí odvahou si mezi nimi získal sympatie a důvěru. Fiala se v jejich prostředí pohyboval po dobu několika měsíců a za tu dobu nasbíral o odbojářích dost informací. Údajně nezodpovědná konspirace zavinila, že byl jeho úkryt prozrazen, ale jiné prameny uvádějí, že začátkem roku 1944 se Fiala o své vůli přihlásil na gestapo s vidinou, že mu bude jeho prohřešek (útěk z pracovního nasazení) prominut výměnou za citlivé informace o odbojářích a dalších osobách souvisejících s protiněmeckým odporem. Josef Fiala byl ale nakonec v srpnu 1944 ve Vratislavi popraven, Nicméně jeho informace měly přímý vliv na zatčení manželů Faltýnkových, jejich potomků i na smrt Františka Kruše a dalších odbojářů.

### Pokus o zatčení Františka Kruše
První zatčení Josefa Faltýnka 27. listopadu 1942 ještě neobrátilo nežádoucí pozornost na čeledína Gronycha, který v Moravičanech a okolí vedl pod svým jménem jím založenou odbojovou skupinu, jejíž činnosti se ovšem osobně nemohl účastnit.
V prosinci roku 1943 (v souvislosti s rozkrytím odbojové sítě na Bouzovsku) na Krušovu stopu přišlo (na základě výpovědi již dříve zatčeného Josefa Fialy z Pavlova u Loštic) gestapo, ale zátah na něj se uskutečnil až začátkem roku 1944 (Údajně jej někdo Němcům udal pod pohrůžkou, že v případě opačném bude obec srovnána se zemí.)
Dne 14. ledna 1944 dopoledne se v Ochozu objevilo zatýkací komando gestapa. Tou dobou byl František Kruž v domě sám. Vyskočil oknem ze statku a snažil se uprchnout přes zadní zahrady obce do lesa, zvaného Loučky a tam se ukrýt v připraveném bunkru. Únik se ale nezdařil, Kruše prozradily stopy ve sněhu podle nichž jej začalo komando olomouckého gestapa pronásledovat. Když byl nalezen a dostižen došlo k potyčce, v jejímž průběhu byl František Kruž zastřelen příslušníkem olomouckého gestapa Aloisem Bartlem.
Krušovi ubytovatelé v Ochozi číslo popisné 5 – Josef Faltýnek a jeho manželka Ludmila Faltýnková – byli při razii zatčeni gestapem. Na sklonku druhé světové války (dne 4. dubna 1945) byli oba manželé popraveni v Praze v pankrácké věznici. Zatčen byl i jejich syn Radomír Kruš, který byl až do konce druhé světové války vězněn, ale válku (spolu se svojí sestrou) přežil.

## Připomínky
- Jeho jméno (František Kruš 26.10.1898 Leština, okr. Šumperk 14.1.1944 Ochoz u Konice, okr. Prostějov jiné)[16] je umístěno na památníku 2. světové války v Hrabyni (okres Opava) u výjezdu z obce ve směru na Opavu.[17][3]
- Jeho jméno (FRANT. KRUŠ) je uvedeno na pamětní desce věnované Obětem 2. světové války, která je umístěna v Brně na adrese: Moravské náměstí 611/6, 602 00 Brno-město na podestě v 1. patře budovy Nejvyššího správního soudu ČR. Původně byla pamětní deska (slavnostně odhalena 25. října 1947) ve vstupním prostoru budovy Nejvyššího správního soudu ČR, ale v roce 1995 byla přemístěna na podestu v 1. patře budovy. Autorkou pamětní desky je Marie Ehlerová (Syptáková).[18][19] (V době umístění pamětní desky sídlila v budově Zemská školní rada, dnes v budově sídlí Nejvyšší správní soud ČR.)[3]
- Jeho jméno (FRANTIŠEK KRUŠ) je uvedeno na pamětní desce Obětem 2. světové války, která se nachází na přední stěně sokolovny v Moravičanech (okres Šumperk) na adrese: Moravičany 79, 789 82 Moravičany.[20] První květnovou sobotu je tento objekt centrálním bodem Turistického memoriálu Františka Kruše a Rostislava Ambrože.[3]
- Jeho jméno (KRUŠ FRANTIŠEK) je uvedeno na Pomníku Obětem 1. a 2. světové války (Památníku obětem světových válek), který se nachází v Moravičanech (Okres Šumperk) na návsi proti obecnímu úřadu (Moravičany 67, 78982 Moravičany).[21][3]
- Jeho jméno (František Kruš řídící učitel v Moravičanech / 26. 10. 1898 zastřelen v Ochozi 14. 1. 1944) je uvedeno na pomníku věnovaném obětem 1. a 2. světové války, který se nachází v těsné blízkosti Společenského domu (na adrese: Ochoz 33, 798 52 Ochoz). Pomník (kromě připomínky padlých hrdinů z let 1914 až 1918) připomíná i členy rodiny Faltýnkových u nichž se v Ochozi skrýval moravičanský řídící učitel František Kruš.[12][6][3]
- Jeho jméno (FR. KRUŠ) je uvedeno na pomníku věnovaném Obětem 1. a 2. světové války a vojákům Rudé armády, který je umístěn na náměstí Hrdinů v parčíku ve středu náměstí v Leštině.[22][3]
- Jeho jméno (KRUŠ FRANTIŠEK) je uvedeno na pomníku Obětem 2. světové války (Pomníku protifašistického odboje), který se nachází v obci Cotkytle (okres Ústí nad Orlicí) na návrší Lázek.[23][3]